# Egbert d'York
Pour les articles homonymes, voir Egbert.
Ne doit pas être confondu avec Ecgberht (mort en 729).
Ecgberht ou Egbert est un prélat anglo-saxon mort le 19 novembre 766.
Frère du roi Eadberht de Northumbrie, il est évêque d'York à partir de 732, puis archevêque à partir de 735. Correspondant de Bède le Vénérable et Boniface de Mayence, il est l'un des principaux hommes d'Église anglais du VIIIe siècle.

## Biographie
Issu de la lignée royale de Bernicie, Ecgberht est le frère d'Eadberht, qui devient roi de Northumbrie en 737. Un autre frère, Ecgred, meurt lors d'un voyage à Rome entrepris avec Ecgberht, durant lequel ce dernier est ordonné diacre. D'après Alcuin, Ecgberht est l'élève de Bède le Vénérable, mais cette affirmation est peut-être à prendre au figuré : Alcuin lui-même se décrit comme un élève de Bède, alors qu'il ne l'a jamais connu, pour dire qu'il a étudié de près ses travaux. Bède est en tout cas l'auteur d'une lettre adressée à Ecgberht en 734 (Epistola ad Ecgberhtum episcopum), dans laquelle le vieux moine (il meurt l'année suivante) offre ses conseils au nouvel évêque d'York. Il le presse de diviser son vaste diocèse, ce qu'Ecgberht ne fait jamais.
En 735, le pape Grégoire III envoie un pallium à Ecgberht, signe de son élévation au rang d'archevêque. Il collabore étroitement avec son frère Eadberht dans le gouvernement de la Northumbrie, une période qu'Alcuin qualifie par la suite de véritable âge d'or pour le royaume. Le pape Paul Ier adresse néanmoins une lettre à Ecgberht pour annuler une décision prise avec son frère concernant trois monastères pris à un abbé et remis à un laïc. Ecgberht pose les fondations de l'école de la cathédrale d'York et de son importante bibliothèque, qui est grandement développée par son successeur Æthelberht,.
Ecgberht meurt le 19 novembre 766. Il est inhumé en la cathédrale d'York.

## Œuvres

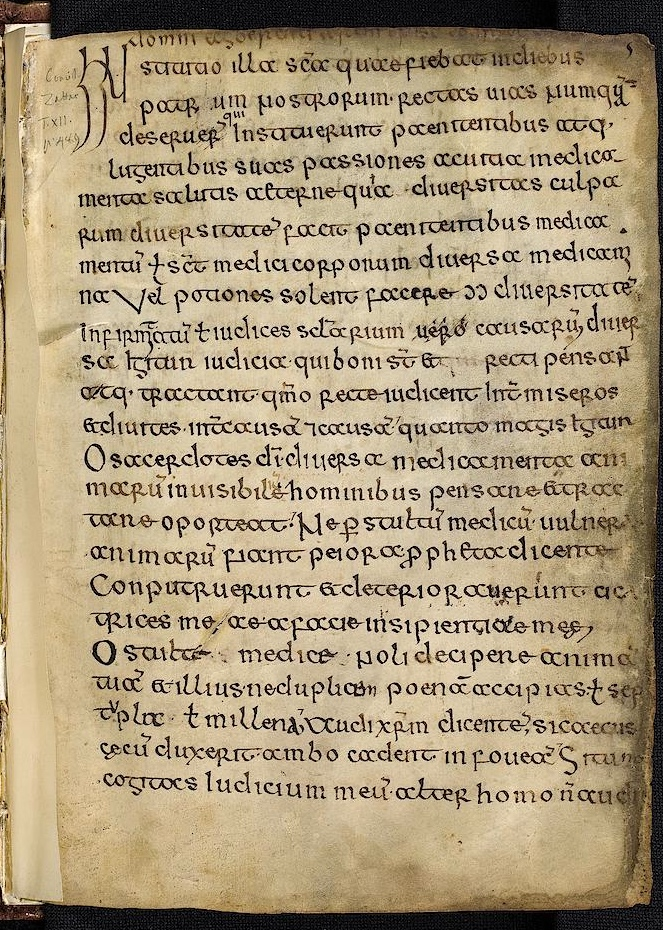
Une page d'une copie du pénitentiel attribué à Ecgberht (Bibliothèque apostolique vaticane, Pal. lat. 554).

Ecgberht est l'auteur d'un « Dialogue sur les institutions ecclésiastiques » (Dialogus ecclesiasticae institutionis), un véritable code de lois religieux qui décrit procédures et peines requises pour diverses situations, y compris le wergild des hommes d'Église. D'autres œuvres lui sont attribuées de manière plus incertaine, dont un pénitentiel (Excarpsum de canonibus catholicorum patrum) et un pontifical.